# Vojna enciklopedija

‎
Vojna enciklopedija (slovensko: Vojaška enciklopedija) je splošno vojaško delo, ki je nastalo v SFRJ in bilo izdano dvakrat: v letih 1958 do 1969 ter od 1970 do 1976 (ta izdaja je doživela tudi ponatis leta 1985).

## Prva izdaja
(COBISS)
- 10 zvezkov v 11 delih

- 1: A-Borci – 1958 – 800 str., pril.
- 2: Borda-Enc – 1959 – 800 str., pril.
- 3: Ene-Istočno – 1960 – 798 str., pril.
- 4: Istorija-Krajina – 1961 – 800 str., pril.
- 5: Krajinski-Nadmoćnost – 1962 – 800 str., pril.
- 6: Nadvođe-Pirit – 1964 – 784 str., pril.
- 7: Pirkovič-Raketne – 1965 – 797 str., pril.
- 8: Raketni-Slunj – 1966 – 814 str., pril.
- 9: Slup-Teleskop – 1967 – 792 str., pril.
- 10: Telesno-Žužul – 1967 – 857 str., pril.
- 11: Indeks – 1969

- glavna urednika: Boško Šiljegović in Vojo Todorović

## Druga izdaja
(COBISS) (COBISS)
- 11 zvezkov

- 1: Abadan-Brčko – 1970 – 798 str.
- 2: Brdo-Foča – 1971 – 800 str.
- 3: Foča-Jajce – 1972 – 800 str.
- 4: Jakac-Lafet – 1972 – 800 str.
- 5: Lafos-Naukrat – 1973 – 800 str.
- 6: Nauloh-Podvodni – 1973 – 800 str.
- 7: Podvodno-Ratna mornarica – 1974 – 795 str.
- 8: Ratna privreda-Spahije – 1974 – 799 str.
- 9: Sparta-Tirana – 1975 – 800 str.
- 10: Tirani-Žužul – 1975 – 768 str.
- Indeks – 1976 – 809 str.

- glavni urednik: generalpolkovnik Nikola Gažević
- namestnik glavnega urednika: generalmajor Stevo Maoduš